# Centro Internacional de Matemática
Il Centro Internacional de Matemática, CIM è un'associazione portoghese senza fini di lucro che ha lo scopo di consolidare i contatti internazionali volti a favorire la ricerca matematica nel Portogallo e nel mondo intero.
È membro di European Research Centres on Mathematics, ERCOM.
Le azioni che sviluppa con regolarità riguardano: trimestri tematici, corsi tenuti da specialisti riconosciuti a livello internazionale, incontri di lavoro, cicli di conferenze, assegnazione di borse di studio.
Cura inoltre la redazione di un Bollettino, la pubblicazione di monografie e proceeding e una serie di preprint.